# Un borghese piccolo piccolo
Un borghese piccolo piccolo (O pequeno burguêsem Portugal) é um filme italiano, lançado em 1977, dirigido por Mario Monicelli, concorrente ao Festival de Cannes daquele ano.

## Sinopse
Um modesto funcionario está próximo da aposentação. Decide ingressar na loja maçónica a que pertenece o seu chefe para, deste modo, ganhar o seu respeito e conseguir que o seu filhoo venha a trabalhar no mesmo ministério que o dele. Porém, no mesmo dia que em que passa os exames de ingresso, o filho é abatido pelos disparos de um assaltante…

## Elenco
- Alberto Sordi.....Giovanni Vivaldi
- Shelley Winters.....Amalia Vivaldi
- Vincenzo Crocitti.....Mario Vivaldi
- Romolo Valli.....Dr. Spazioni
- Renzo Carboni.....ladrão

## Sobre o filme
"Mario Monicelli consegue dar muito bem um dinâmico retrato de uma mentalidade, de uma maneira de estar na sociedade, de uma classe social que fica a meio caminho entre outras duas (o proletariado e a média burguesia) que é a pequena burguesia aparentemente acomodada à sua condição, mas afirmada ao nível do comportamento quotidiano. Se, no emprego, plha os superiores com reverência e até temor, deixa para casa e para o café as tiradas de força machista como afirmação de um poder que a realidade da sua vida não contém. O mundo que cerca este pequeno burguês transpira hostilidade e violência por todos os "poros", mas ela é filtrada pelo "pai de família" cuja ambição máxima é fazer entrar o seu filho (contabilista) para a função pública, seguindo as suas peugadas, alheio à evolução dos tempos, incapaz de encarar o futuro com as transformações que pode, eventualmente, introduzir no futuro".(Mário Damas Nunes, in Se7e)

## Prémios e nomeações
- Vencedores dos Prémios David de 1977, para Melhor Filme, Melhor Realizador e Melhor Ator (Alberto Sordi);
- Nomeado para a Palma de Ouro do Festival de Cannes, em 1977, perdendo para Padre padrone de Paolo e Vittorio Taviani.